# چارنوچین (استان اشوی‌داشکسیه)
چارنوچین (به لهستانی:  Czarnocin) یک روستا در لهستان است که در گمینا چارنوچین (استان اشوی‌داشکسیه) واقع شده‌است. چارنوچین ۴۷۰ نفر جمعیت دارد.